# Budapests 1:a distrikt
Budapests 1:a distrikt är en del av huvudstaden Budapest i Ungern. Antalet invånare är 24 728.